# Armstrong Siddeley Hyena
Armstrong Siddeley Hyena — британский авиационный трёхрядный 15-цилиндровый звездообразный двигатель, разработанный в 1930-х годах. Особенностью его конструкции было размещение цилиндров в нескольких продольных блоках, а не более привычным способом, в дополнительных "звёздах". Для лётных испытаний использовался истребитель Armstrong Whitworth A.W.16. Имевшиеся проблемы с охлаждением заднего ряда цилиндров помешали серийному выпуску мотора. Информации об этом двигателе почти не сохранилось, в связи с утратой архивов компании.

## Двигатели Armstrong Siddeley блочного типа
Компания Armstrong Siddeley продолжала работы над проектами двигателей сходной конструкции, но, в силу различных причин, они были прекращены; фактически, строились лишь Hyena и Deerhound.
Hyena15-цилиндровый (5 блоков по 3 цилиндра)
Terrier14-цилиндровый (7 блоков по 2 цилиндра)
Deerhound21-цилиндровый (7 блоков по 3 цилиндра)
Wolfhound28-цилиндровый (7 блоков по 4 цилиндра)
Boarhound24-цилиндровый (6 блоков по 4 цилиндра, аналогичная компоновка у более позднего Junkers Jumo 222)
Mastiff36-цилиндровый (9 блоков по 4 цилиндра)